# Mode Gakuen Cocoon Tower
Mode Gakuen Cocoon Tower (яп. モード学園コクーンタワー мо:до гакуэн коку:н тава:) — небоскреб, расположен в квартале Ниси-Синдзюку токийского специального района Синдзюку. Строительство небоскреба было завершено в октябре 2008 года, высота небоскреба составляет 204 метра. В этом здании находятся три учебных заведения: Tokyo Mode Gakuen (профессионально-техническое училище моды), HAL Tokyo (колледж технологий и дизайна), а Shuto Ikō (медицинский колледж). Башня является второй в мире по высоте учебного корпуса и 19 в списке самых высоких зданий Токио.

## Дизайн
Дизайн нового небоскреба был выбран в ходе конкурса. Единственным условием было то, что здание не должно иметь прямоугольной формы. На конкурс поступило более 150 предложений примерно от 50 архитекторов. В результате победило предложение разработанное Кэндзо Тангэ.

## Сооружение
Постройка башни началась в мае 2006 года и была завершена в октябре 2008 года. Строительство велось на месте разрушенной штаб-квартиры страховой компании Asahi Life. 204-метровая, 50-этажная башня является второй по высоте учебного корпуса в мире (уступает только главному зданию Московского государственного университета) и 17 позицию в списке самых высоких зданий Токио.
Tokyo Mode Gakuen, имя которого носит здание, является школой моды. Другие школы, HAL Tokyo и Shuto Ikō, являются информационно-технологическим и медицинским учебными заведениями соответственно и находятся в ведении Mode Gakuen University.